# Gabi Drzewiecka
Gabi Drzewiecka (ur. 9 czerwca 1986 w Warszawie) – polska dziennikarka i prezenterka telewizyjna i radiowa.

## Kariera zawodowa

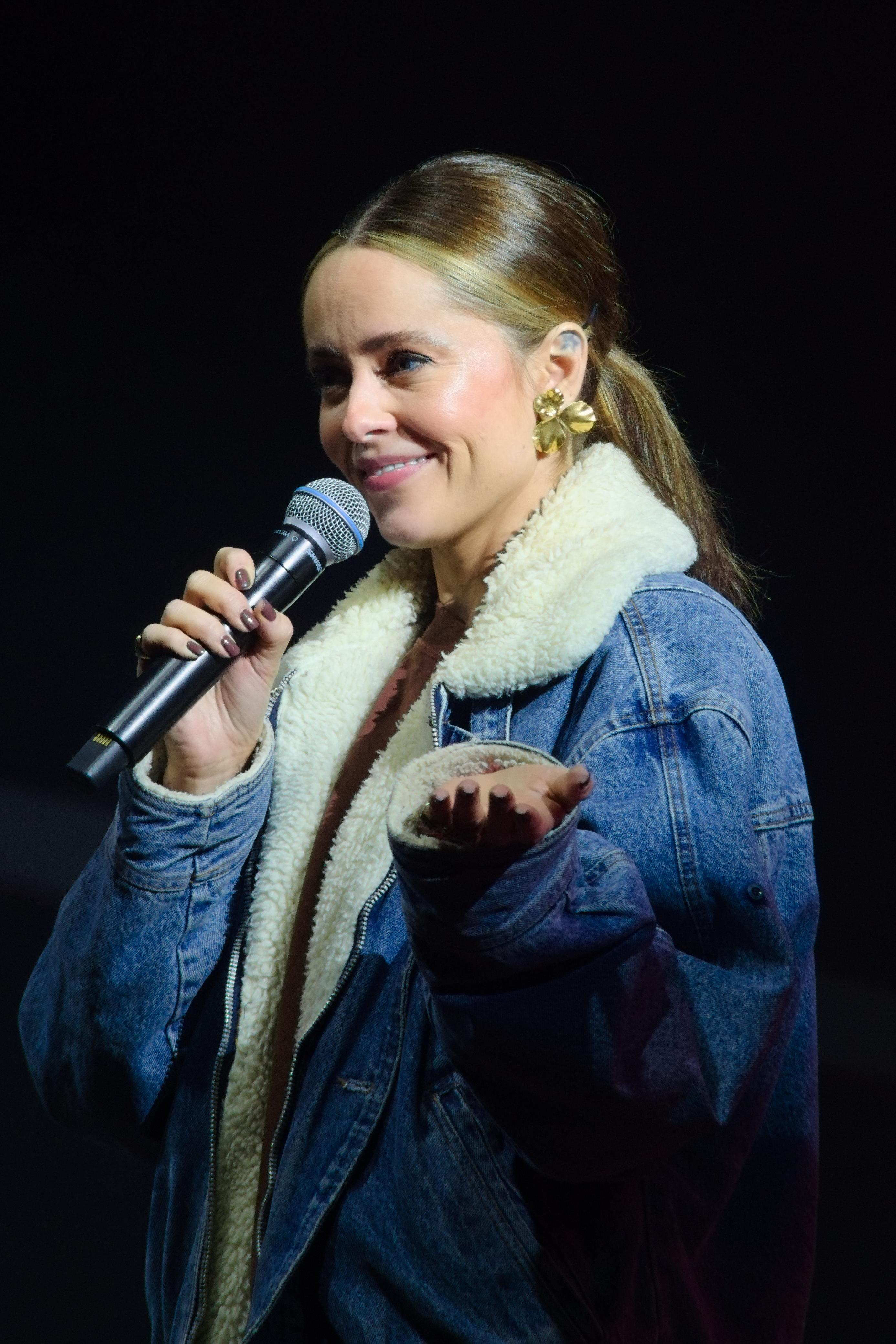
Drzewiecka (2022)

Pracowała w Onet.pl, 4fun.tv, Roxy FM i Chillizet. Od 2014 przeprowadzała wywiady z muzykami dla Dzień dobry TVN. W wakacje 2019 prowadziła Dzień dobry TVN i współprowadziła Top of the Top Sopot Festival 2019. W 2019 prowadziła siódmą edycję programu Big Brother w TVN 7. Współprowadziła emitowane przez TVN ceremonie wręczenia Fryderyków (2019, 2021, 2022, 2023 i 2024). Prowadziła programy emitowane na antenie TVN Style: Mistrzowskie cięcie i Zanim cię zobaczę oraz program Nowa tonacja na Canal+. Prowadzi autorski program muzyczny Gabinet dźwięku w radiu Chillizet. Od stycznia 2023 współprowadzi z Agnieszką Woźniak-Starak internetowy program Trójkąt, w którym przeprowadzają wywiady z osobistościami show-biznesu.
27 lutego 2025 poinformowała o zakończeniu współpracy z TVN. 2 kwietnia 2025 ogłosiła rozpoczęcie współpracy z Telewizją Polską. Jej pierwszym projektem w TVP było poprowadzenie gali Fryderyków 2025.
Jest członkinią Akademii Fonograficznej i jurorką w plebiscycie Paszport „Polityki” w dziedzinie muzyki popularnej.

## Życie prywatne
Była w nieformalnym związku z Łukaszem Riedlem, redaktorem programu Dzień dobry TVN.